# Desmodium rhynchodesmum
Desmodium rhynchodesmum är en ärtväxtart som först beskrevs av Sidney Fay Blake, och fick sitt nu gällande namn av Paul Carpenter Standley. Desmodium rhynchodesmum ingår i släktet Desmodium och familjen ärtväxter. Inga underarter finns listade i Catalogue of Life.